# عبد الحق بن عبد العزيز بن خراسان
عبد الحق بن عبد العزيز بن خراسان, هو أول حكام تونس من بنو خراسان.

## السيرة
عبد الحق هو شيخ من قبيلة صنهاجة، يقال أنه من مواليد مدينة تونس، فبعد أن واجهت تونس الكثير من المتاعب خلال الغزو الهلالي لإفريقية، فسعت للدخول تحت حماية الناصر بن علناس أمير الدولة الحمادية، و أرسلوا وفدا فعين عليهم الناصر، عبد الحق بن عبد العزيز بن خراسان و ذلك سنة 450هـ / 1059.
حكم عبد الحق حاملا اسم الشيخ، و اتخذ سياسة تضمنت إشراك الناس في إدارة شؤون المدينة و التودد لهم و إحسان معاملتهم، كما نجح في إنهاء الغارات الهلالية عبر دفع الإتاوة للأعراب، فابتهج أهل تونس و أحبوا شيخهم، رغم ذلك في عام 458هـ / 1066-1067 حاصر تميم بن المعز تونس لمدة 14 شهر إلى أن استسلم عبد الحق و دخل في طاعة آل باديس، و في عام 465هـ / 1073، قام عبد الحق بسجن الأسقف سيرياكوس و جلده، لأنه رفض أن يتولى رسامة القس في مدينة تونس، تم حل المشكل لاحقا و أصبح لتونس أسقف قانوني، و حرص البابا غريغوريوس السابع على تأسيس علاقة جيدة مع بنو خراسان. ثم توفي عبد الحق عام 488هـ / 1095.